# Saint-Genis-les-Ollières
Saint-Genis-les-Ollières är en kommun i departementet Rhône i regionen Auvergne-Rhône-Alpes i östra Frankrike. Kommunen ligger i kantonen Vaugneray som tillhör arrondissementet Lyon. År 2022 hade Saint-Genis-les-Ollières 5 370 invånare.

## Befolkningsutveckling
Antalet invånare i kommunen Saint-Genis-les-Ollières
| Referens: INSEE |